# Tuttapposto (Giordana Angi)
Tuttapposto è un singolo della cantautrice italiana Giordana Angi, pubblicato il 30 aprile 2021 come terzo estratto dal terzo album in studio Mi muovo.

## Descrizione
Il brano, prodotto da ZEF e mixato da Robert Orton, vede la partecipazione straordinaria di Loredana Bertè.

## Video musicale
Il videoclip, diretto da Luca Vecchi, è stato reso disponibile l'11 maggio 2021 sul canale YouTube della cantautrice.

## Tracce
Testi di Loredana Bertè, Giordana Angi e Antonio Iammarino, musiche di Stefano Tognini.
1. Tuttapposto – 2:38